# Der gepumpte Papa
Der gepumpte Papa ist ein deutsches Stummfilmlustspiel von Franz Hofer aus dem Jahre 1916 mit Lya Ley und Fritz Achterberg in den Hauptrollen.

## Handlung
Lia ist eine junge Malerin, die ihren Urlaub bei ihrer besten Freundin Lo, der Tochter eines Gutsbesitzers, verbringen möchte. Als sie dort ankommt, wartet auch bereits Los Bruder Botti auf sie und ist sogleich schockverliebt. Doch er stellt sich ziemlich linkisch an und wird daher von Lia ausgelacht. Der junge Mann fühlt sich nicht ernst genommen und setzt fortan dem Gast mit einigen Streichen, bei dem unter anderen auch Juckpulver und eine lebensgroße Puppe zum Einsatz kommen, ordentlich zu. Als eines Tages Lias Vetter Trast aus Amerika anreist, glaubt Lia erneut an einen Streich und zupft dem Ankömmling ordentlich an dem wild wuchernden Bart. Doch der ist wider Erwarten echt und nicht etwa von Los Bruder sich selbst angeklebt. Lia lässt kein einziges gutes Haar an dem Bart und vergleicht ihren Vetter mit einem Orang-Utan während Freundin Lo wiederum der Kinnschmuck außerordentlich gut gefällt. Irgendwann findet auch Trast, dass Bottis Rachespäße reichen, denn der junge Mann hatte zuletzt die Köpfe beider Mädchen in einen Brunnentrog getaucht, und solidarisiert sich mit Lia.
Eines Tages bittet Lia ihren Vetter um einen Gefallen. Sie will in die Stadt zur Malakademie fahren. Um dort nicht von jungen Männern belästigt zu werden, bittet sie Vetter Trast darum, ihren bärtigen und respekteinflößenden Vater zu geben, quasi ein gepumpter Papa. Die chevalereske Hilfsbereitschaft des Vetters führt dazu, dass Lia ihrem entfernten Verwandten nun ebenso etwas abgewinnen kann wie schon zuvor Lo, der Trasts Bartschmuck immer besser gefällt und die, weil sie Trast anhimmelt, ihn und Lia dorthin begleitet. Lia, die nun ebenfalls Gefühle für Trast hegt, spielt weiterhin die Gleichgültige und behauptet ostentativ, dass sie Bärte nicht ausstehen könne. Diese Spielchen enden bald in heftigen Eifersüchteleien zwischen den beiden jungen Damen, die sich nun untereinander, wie einst Botti ihnen gegenüber, absurde Streiche spielen. Trast will diesen Kindereien ein rasches Ende bereiten, und da er sich in Lia verliebt hat, rasiert er sich kurzerhand seinen Bart ab. Lia ist am nächsten Morgen begeistert, während Lo schlagartig ihr Interesse an ihm verloren hat. Lia fällt ihm begeistert um den Hals, und beide küssen sich. Demnächst steht eine Verlobung ins Haus …

## Produktionsnotizen
Der gepumpte Papa entstand im Spätsommer 1916 und passierte die Zensur im Oktober 1916. Die Uraufführung des Dreiakters fand vermutlich kurz darauf statt.

## Kritik
In Wiens Neue Kino-Rundschau heißt es: „Eine lustige, flott gespielte Handlung, reich an scherzhaften Einfällen und Intermezzos, kräftig unterstützt durch die bewährte Regiekunst Franz Hofers.“